# Eve Stewart
Eve Stewart (* 1961 in London, England) ist eine britische Bühnenbildnerin, die drei Oscar-Nominierungen in der Kategorie Bestes Szenenbild erhielt.

## Leben
Stewart wurde 1961 in London geboren. Sie arbeitete 1995 das erste Mal als Szenenbildnerin für den Kurzfilm The Pan Loaf. Vier Jahre später war Stewart als Szenenbildnerin bei dem Film Topsy-Turvy – Auf den Kopf gestellt (1999), der von dem Komponistenduo Gilbert und Sullivan handelt, verantwortlich und wurde im Jahr 2000 für einen Oscar in der Kategorie Bestes Szenenbild nominiert. Anschließend wurde Eve Stewart für weitere britische Filme als Szenenbildnerin engagiert. Dabei wirkte sie unter anderen bei den Filmen Grasgeflüster, Kiss Kiss, Bang Bang, The Hole und Nicholas Nickleby mit. Für ihre Arbeit an der US-amerikanisch-britischen Filmbiografie De-Lovely – Die Cole Porter Story erhielt sie eine Nominierung bei den Golden Satellite Awards. Danach war sie 2005 für drei Episoden der Mini-Serie Elizabeth I verantwortlich, wofür sie einen Emmy erhielt. Anschließend arbeitete Stewart bis 2010 hauptsächlich für britische Filmproduktionen. Im Jahr 2010 wurde sie für die Filmbiografie über König Georg IV. in The King’s Speech, die mit vier Oscars ausgezeichnet wurde, engagiert und ließ dort die Szenen entstehen. Dafür erhielt sie ihre zweite Nominierung bei den Oscars. Bei der Oscarverleihung im Jahr 2013 erhielt sie ihre dritte Nominierung in der Kategorie Bestes Szenenbild gemeinsam mit Anna Lynch-Robinson für den Film Les Misérables mit Hugh Jackman und Anne Hathaway, die für ihre schauspielerischen Leistungen ebenfalls eine Nominierung erhielten.

## Filmografie (Auswahl)
- 1995: The Pan Loaf (Kurzfilm)
- 1998: The End (Kurzfilm)
- 1999: Topsy-Turvy – Auf den Kopf gestellt (Topsy-Turvy)
- 2000: Sorted
- 2000: Grasgeflüster (Saving Grace)
- 2001: Kiss Kiss, Bang Bang
- 2001: The Hole
- 2001: Skin Deep (Kurzfilm)
- 2002: Nicholas Nickleby
- 2002: All or Nothing
- 2004: Vera Drake
- 2004: De-Lovely – Die Cole Porter Story (De-Lovley)
- 2005: Elizabeth I (TV Mini-Serie)
- 2005: Revolver
- 2005: The Dark
- 2006: The 10th Man (Kurzfilm)
- 2007: Geliebte Jane (Becoming Jane)
- 2007: The Good Night
- 2008: Wild Child – Erstklassig zickig (Wild Child)
- 2009: The Firm – 3. Halbzeit (The Firm)
- 2009: The Damned United – Der ewige Gegner (The Damned United)
- 2010: The King’s Speech
- 2012: Les Misérables
- 2016: A Cure for Wellness

## Auszeichnungen
- 2000: Oscar-Nominierung in der Kategorie Bestes Szenenbild für Topsy-Turvy – Auf den Kopf gestellt
- 2004: Golden Satellite Award in der Kategorie Bestes Szenenbild für De-Lovely – Die Cole Porter Story
- 2006: Primetime-Emmy-Award in der Kategorie Beste Ausstattung für Elizabeth I
- 2011: Oscar-Nominierung in der Kategorie Bestes Szenenbild für The King’s Speech
- 2011: Primetime-Emmy-Nominierung für Rückkehr ins Haus am Eaton Place
- 2013: BAFTA-Award in der Kategorie Bestes Szenenbild für Les Misérables
- 2013: Oscar-Nominierung in der Kategorie Bestes Szenenbild für Les Misérables